# Calle del Lazo
La calle del Lazo es una vía pública de la ciudad española de Madrid, situada en el barrio de Palacio, distrito Centro.

## Descripción
La vía, cuyo título es de origen incierto, discurre desde la calle de la Unión hasta la del Espejo. Aparece descrita en Las calles de Madrid (1889) de Hilario Peñasco de la Puente y Carlos Cambronero con las siguientes palabras:

Lazo. Entre las calles del Espejo y de la Unión. Antes formaba parte de la antigua calle del Recodo, según el plano de Texeira: en el de Espinosa no tiene denominación. Tradición.—En no sabemos qué época existió un terrible lagarto que se escondía en el arroyo de San Ginés, y parece ser que en esta calle se puso un lazo para cogerle, como se consiguió. Otra tradición dice que en el sitio de esta calle estaba la casa de recreo de doña María Dalanda, á quien el rey D. Alfonso X regaló un lazo de oro, que ella á su vez entregó á cierto caballero, como prenda de amor. El amante fué asesinado una noche, sirviendo el lazo de distintivo para que los asesinos lo conocieran.
(Peñasco de la Puente y Cambronero, 1889, p. 292)